# Uhelný dehet
Uhelný dehet lidově nazývaný tér (thér) je hnědá nebo černá kapalina s vysokou viskozitou, páchnoucí po aromatických uhlovodících. Uhelný dehet je vedlejším produktem karbonizace uhlí při výrobě koksu nebo jeho zplynování při výrobě svítiplynu. Uhelné dehty jsou složité a proměnné směsi fenolů, polycyklických aromatických uhlovodíků (PAU) a heterocyklických sloučenin.

## Použití
Protože je uhelný dehet hořlavý, někdy se používá jako palivo. Podobně jako většina těžkých olejů se musí nejdříve zahřát do tekutého, řidšího stavu.
Podobně jako dehet z borovice lze i uhelný dehet použít v léčebných šamponech, mýdlech a mastích pro léčbu lupů a psoriázy. V USA jsou tyto přípravky dostupné bez předpisu a podléhají regulacím FDA. Pro improvizované použití je v americkém lékopisu k dispozici dehtový roztok k povrchovému použití, který obsahuje 20 % dehtu v ethanolu s přídavkem 5 % polysorbátu 80 - tento roztok musí být rozředěn do masťového základu, například vazeliny. Uhelný dehet se používá také k syntéze paracetamolu (acetaminofenu).
Dehty se běžně používají pro léčbu psoriázy, přičemž uhelný dehet je nejúčinnější. Ropný dehet se používal ve starověkém Egyptě při mumifikaci zhruba v období 1000 př. n. l.
Dříve se uhelný dehet používal jako základní složka do směsí pro stavbu vozovek a chodníků. Byl sice levný a bylo jej dost, ale jeho bod tání byl nízký a za letnich dní se lepil na boty a pneumatiky aut jej z vozovky vytrhávaly. Dnes se však obvykle využívají ropné produkty (asfalt), jejichž hlavní význam je ten, že tají za vyšších teplot, mají delší životnost a vyžadují menší údržbu. Do Česka se dováží. Dehet byl složkou prvních "asfaltových" vozovek. Ulice Bagdádu byly takovouto vrstvou vybaveny již v 8. století našeho letopočtu.
Ve stavebnictví byl již v době monarchie hlavním, ale také jediným hydroizolačním materiálem ve formě papírové lepenky nasycená dehtem (térpapír-térák) a nebo dehet v sudech, který se na stavbě vařil v kotlích a pak se roztíral po základech, stěnách nebo po střechách. Vždy byl nátěr horkým térem, pak vrstva térpapíru, znovu nátěr, tér papír, nátěr. Papír však vlhkostí zteřel, strávil se a šel rozemnout v prstech-izolace doslova zmizela-proto staré praktiky neudivuje vlhkost stěn starých budov ve sklepě i přes tehdy provedenou izolaci. Trvanlivost na střechách vzhledem k jeho nízkému bodu tání byla také nízká - v létě žárem stékal, v zimě mrazem křehnul a praskal. Větší rozšíření kvalitnějších asfaltových lepenek začalo u nás až v polovině 70. let minulého století, byly však také dražší. Na přelomu století ochránci životního prostředí prosadili zákaz používání dehtu, z důvodu jeho karcinogenních účinků a přestal se vyrábět. Občas je k sehnání ve stavebních bazarech.

## Zdravotní rizika
Dehet obsahuje řadu látek, přičemž řada z nich je zdraví škodlivá (naftalen, fenanthren, pyreny, chrysen,...). V Evropské unii platí pro tuto látku od roku 2009 zákazy a omezení (směrnice REACH) včetně dehtových olejů a dřevěných výrobků těmito oleji ošetřených. Uhelný dehet je označen jako látka vzbuzující zdravotní obavy (mutagenní, karcinogenní, persistentní, bioakumulativní) s registračním číslem CAS (Chemical Abstract Service) 65996-93-2.